# NGC 1485
NGC 1485 (również PGC 14432 lub UGC 2933) – galaktyka spiralna (Sb), znajdująca się w gwiazdozbiorze Żyrafy. Odkrył ją Lewis A. Swift 24 lutego 1886 roku.